# Sauro Catellani
Sauro Catellani (Pegognaga, 14 marzo 1953) è un procuratore sportivo ed ex calciatore italiano, di ruolo stopper.

## Biografia
È sposato con Lucia Saccinto ed ha un figlio di nome Fulvio. È residente nel comune di Milano.

## Carriera
Prodotto del vivaio dell'Inter, Catellani debutta in Serie A con la maglia nerazzurra.
Nel 1975-1976 viene ceduto al Verona in cambio di Gasparini.
Con la squadra scaligera disputa una sola stagione passando nel 1976-1977 al Napoli dove gioca per tre stagioni.
Dal Golfo si trasferisce all'Udinese, con cui retrocede a fine anno.
Nei successivi anni milita per una stagione nel Vicenza per poi indossare le maglie di Parma, Mantova e infine Modena, nelle cui file conclude la sua carriera professionistica.
Dopo il ritiro ha intrapreso la carriera manageriale, diventando procuratore e agente FIFA in società col figlio Fulvio
Il 21 dicembre 2017, a seguito di un periodo di trattative con il Varese (versante in precarie condizioni socio-economiche), ne assume de facto la carica di presidente, che regge (pur senza una ratifica formale da parte del consiglio d'amministrazione) fino ai primi del 2018.

## Palmarès

### Club

#### Competizioni nazionali
- Serie C1: 1

Modena: 1985-1986

#### Competizioni internazionali
- Coppa di Lega Italo-Inglese: 1

Napoli: 1976

#### Competizioni giovanili
- Torneo di Viareggio: 1

Inter: 1971